# کاظم‌آباد (زیدآباد)
کاظم‌آباد روستایی در دهستان زیدآباد بخش زیدآباد شهرستان سیرجان استان کرمان ایران است.

## جمعیت
بر پایه سرشماری عمومی نفوس و مسکن در سال ۱۳۹۵ جمعیت این مکان ۳۲۰ نفر (۹۸خانوار) بوده‌است.